# Perkinsville (Vermont)
Perkinsville – wieś w Stanach Zjednoczonych, w stanie Vermont, w hrabstwie Windsor.